# Associação Chapecoense de Futebol 2017
Questa voce raccoglie le informazioni riguardanti l'Associação Chapecoense de Futebol nelle competizioni ufficiali della stagione 2017.

## Stagione
La Chapecoense, in questa stagione, gioca il suo quarto campionato di Série A della storia e disputa anche la Coppa Libertadores 2017.
Dal 2016, Vágner Mancini prende posto come nuovo allenatore della Chapecoense, sostituendo  Caio Júnior deceduto nel disastro aereo del 28 novembre 2016

### Rosa
Rosa aggiornata al ? 2017
| N. |                    | Ruolo | Calciatore          |
| -- | ------------------ | ----- | ------------------- |
| 1  | Brasile (bandiera) | P     | Artur Moraes        |
| 2  | Brasile (bandiera) | D     | João Pedro          |
| 3  | Brasile (bandiera) | D     | Douglas Grolli      |
| 4  | Brasile (bandiera) | D     | Neto                |
| 5  | Brasile (bandiera) | C     | Amaral              |
| 6  | Brasile (bandiera) | D     | Reinaldo            |
| 7  | Brasile (bandiera) | C     | Rossi               |
| 8  | Brasile (bandiera) | C     | Andrei Girotto      |
| 9  | Brasile (bandiera) | A     | Wellington Paulista |
| 11 | Brasile (bandiera) | A     | Niltinho            |
| 12 | Brasile (bandiera) | P     | Elias Curzel        |
| 13 | Uruguay (bandiera) | D     | Emilio Zeballos     |
| 14 | Brasile (bandiera) | D     | Fabrício Bruno      |
| 15 | Brasile (bandiera) | D     | Moisés Wolschick    |
| 16 | Brasile (bandiera) | D     | Diego Renan         |
| 17 | Brasile (bandiera) | A     | Arthur              |
| 18 | Brasile (bandiera) | C     | Luiz Antônio        |
| 19 | Brasile (bandiera) | A     | Túlio de Melo       |
| 20 | Brasile (bandiera) | A     | Nádson              |
| 21 | Brasile (bandiera) | D     | Luiz Otavio         |

| N. |                      | Ruolo | Calciatore            |
| -- | -------------------- | ----- | --------------------- |
| 22 | Brasile (bandiera)   | D     | Nathan Cardoso        |
| 25 | Brasile (bandiera)   | A     | Wesley Natã           |
| 26 | Brasile (bandiera)   | C     | Lourency              |
| 27 | Brasile (bandiera)   | C     | Osman Júnior          |
| 28 | Brasile (bandiera)   | C     | Dodô                  |
| 29 | Argentina (bandiera) | A     | Alejandro Martinuccio |
| 30 | Brasile (bandiera)   | C     | Neném                 |
| 31 | Brasile (bandiera)   | C     | Lucas Mineiro         |
| 37 | Brasile (bandiera)   | P     | William Bergamin      |
| 89 | Brasile (bandiera)   | D     | Alan Ruschel          |
|    | Brasile (bandiera)   | C     | Moisés Ribeiro Santos |
|    | Brasile (bandiera)   | P     | Luiz Felipe           |
|    | Brasile (bandiera)   | D     | Gabriel Alemão        |
|    | Brasile (bandiera)   | D     | Guarapuava            |
|    | Brasile (bandiera)   | D     | Hiago                 |
|    | Brasile (bandiera)   | D     | Lucas Luiz Scalon     |
|    | Brasile (bandiera)   | C     | Andrei Alba           |
|    | Brasile (bandiera)   | C     | Bryan Mascarenhas     |
|    | Brasile (bandiera)   | C     | Lucas Marques         |
|    | Brasile (bandiera)   | A     | Pedro Perotti         |